# Алоїс Гірт
Алоїс Гірт (нім. Aloys Hirt, 27 червня 1759, Бехла, Гюфінген — 29 червня 1837, Берлін) — німецький історик мистецтва та археолог, дослідник давньогрецької та давньоримської архітектури. Він був першим професором археології в Берлінському університеті, співзасновником Берлінських музеїв та Берлінської будівельної академії у 1799 році.

## Біографія
Гірт народився в заможній селянській родині в селі Бехла недалеко від Гюфінгена в Швабському регіоні Баар (Baar). Він відвідував гімназію у Віллінгені (Баден-Вюртемберг), в якій викладали ченці-бенедиктинці. Після раптової смерті коханої свого дитинства він на якийсь час пішов до монастиря. Пізніше, з 1778 року, вивчав філософію в університеті Нансі, а з 1779 року — право у Фрайбурзькому університеті. Потім того ж 1779 року переїхав до Відня, де вивчав класичну філологію у Віденському університеті.
З часом Гірт, все більше захопившись мистецтвом, вирішив залишити навчання і вирушити до Італії. У 1782 році він переїхав до Риму і до 1796 року жив в Італії, де відвідав Венецію, Флоренцію, Неаполь і Сицилію. Його інтерес до мистецтва зріс після того, як він прочитав роботи Йоганна Вінкельмана та познайомився з витворами мистецтва в Італії. В Італії Гірт працював археологом, а з 1785 року здобув авторитет як досвідчений і обізнаний чичероне. Серед його клієнтів були Гете, Гердер, архітектор Ф. В. фон Ердмансдорф, маркграфиня Луїза Бранденбург-Шведтська, князь Естергазі, герцогиня Ганна Амалія Брауншвейгська, графиня Вільгельміна фон Ліхтенау, або «прусська Помпадур», знаменита фаворитка прусського короля Фрідріха Вільгельма I.
Алоїс Гірт мав добрі стосунки з німецькою громадою у Римі. У 1791 році, в Римі він опублікував італійською мовою трактат «Історико-архітектурні спостереження над Пантеоном» (Osservazioni istorico-architettoniche sopra il Panteon). У 1794 році отримав титул князівського ваймарського радника (Fürstlich Weimarischen Rates).
Ймовірно, через наполеонівські війни Гірт у 1796 році повернувся до Німеччини і за підтримки графині фон Ліхтенау став членом Королівської прусської ради (Königlich Preußischer Rat), Академії наук і мистецтв (Akademien der Wissenschaften und der). Він розробив плани створення музею з художніх фондів королівської родини, що врешті призвело до створення Старого музею в Берліні. Він ініціював створення Берлінської будівельної академії у 1799 році та викладав там історію архітектури. Серед його учнів були Карл Фрідріх Шинкель, Крістіан Данієль Раух, Фрідріх Вайнбреннер.
З заснуванням Берлінського університету в 1810 році Гірт став професором археології. З 1820-х років його теоретичні погляди і викладацькі методи критикували, їх вважали надто суб'єктивними і навіть ненауковими. Проте Алоїс Гірт надовго зберіг свій вплив при дворі. У міру того, як з 1830-х років його здоров'я погіршувалося, він все більше уникав суспільного життя.

## Теоретичні погляди та наукова творчість
У 1809 році Гірт опублікував свою головну працю «Архітектура, заснована на правилах давнини» (Die Baukunst nach den Grundsätzen der Alten), в якому відстоював неокласицизм в сучасній архітектурі. У тому ж році Гірт приєднався до інтелектуального «Неузаконеного суспільства Берліна» (Gesetzlose Gesellschaft zu Berlin). Неокласичні ідеї Гірта у своїй архітектурній школі Карлсруе проповідував його учень Фрідріх Вайнбреннер.
Водночас у житті та творчості Гірта очевидна еволюція поглядів: від класицизму до романтизму. У журналі Ф. Шіллера «Ори» (Die Horen) він оголосив «характерне», індивідуально значуще головним принципом своєї естетики. Погляди на архітектуру як основу для всього образотворчого мистецтва, які він поділяв зі своїм колегою Георгом Вільгельмом Фрідріхом Гегелем, Гірт виклав у фундаментальних працях: «Історія архітектури у давніх народів» (Die Geschichte der Baukunst bei den Alten) та «Історія образотворчих мистецтв у давніх народів» (Die Geschichte der bildenden Künste bei den Alten). Незважаючи на деякі помилкові міркування, енциклопедичний, систематичний та історицистський метод Гірта залишався домінантним в історії мистецтва XIX століття до Першої світової війни .
У 1815 році твори мистецтва, присвоєні Наполеоном і вивезені ним з Пруссії для створення музею в Парижі, були повернуті та виставлені для огляду в Академії мистецтв. Король Фрідріх вирішив реалізувати ідею Наполеона, організувавши свій музей у Берліні. Гірт був членом комітету, призначеного Фрідріхом для цієї мети, але проти його кандидатури виступили молоді студенти, у майбутньому знамениті історики мистецтва: Карл Фрідріх фон Румор та Густав Фрідріх Вааген. Якщо Алоїз Гірт стверджував, що музей створений насамперед для милування прекрасним, то молоді критики стверджували, що у музеї мають бути представлені лише значні твори, що відбивають основні закономірності розвитку мистецтва.
Ця дискусія докладно описана в брошурі Густава Ваагена 1828 року, її автор доводив, що головний критерій — художня якість, відповідно в музеї повинні бути виставлені тільки найкращі або найрепрезентативніші твори мистецтва кожної епохи. Не погодившись із цим, Гірт зрештою залишив комітет .
Концепція Гірта щодо неокласичної архітектури також зазнавала критики, особливо з боку Генріха Юбша, учня школи Вайнбреннера з Карлсруе, у книзі «У якому стилі ми маємо будувати?» (In welchem Style sollen Wir bauen?, 1828).
У 1830 році Алоїс Гірт був серед дослідників картини «Дармштадтська Мадонна» (Darmstädter Madonna), також «Мадонна бургомістра Маєра» (Madonna des Bürgermeisters Meyer), роботи видатного німецького художника Ганса Гольбейна Молодшого). Його думка була вирішальною щодо авторства, що викликало дискусію на так званому «з'їзді Гольбайна», що відбувся в 1871 році.
Значення Гірта в історії мистецтва, мистецтвознавства та музейної справи доволі велике. Попри вихід з музейного комітету, будівля, спроектована його учнем Шинкелем і побудована в Берліні в 1822—1830 роках, відома як Старий музей, була результатом спільних зусиль Гірта та Ваагену. Алоїс Гірт був одним із перших, хто запропонував експонувати картини в хронологічному порядку (за академічною традицією XVIII століття їх групували за жанрами), ідея, яку він, можливо, запозичив з Імператорської галереї у Відні. Його книга «Історія архітектури у давніх народів» відіграла важливу роль у русі «класичного відродження» у Німеччині та Європі. Йоганн Гете створив образ Алоїса Гірта у своїй новелі 1799 «Der Sammler und die Seinigen».

## Основні праці
- «Історія архітектури у давніх народів» (Die Geschichte der Baukunst bei der Alten. 3 vols. Berlin: G. Reimer)
- «Історія образотворчих мистецтв у давніх народів» (Die Geschichte der bildenden Künste bei den Alten. Berlin: Duncker und Humblot) 1833
- «Ілюстрована книга з міфології, археології та мистецтва» (Bilderbuch für Mythologie, 2 vols. Berlin: In Commission bey ID Sander)
- «Храм Діани в Ефесі» (Der Tempel der Diana zu Ephesus. Berlin: JF Weiss) 1809
- «Архітектура, заснована на правилах давнини» (Die Baukunst nach den Grundsätzen der Alten. Berlin: In der Realschulbuchhandlung) 1809
- «Історико-архітектурні спостереження над Пантеоном» (Osservazioni istorico-architettoniche sopra il Panteon. Rome: Pagliarini) 1791
- «Зауваження про мистецтво прід час поїздки через Віттенберг і Майсен до Дрездена і Праги»
- «Вчення про споруди у греків і римлян» (Die Lehre der Gebäude bei den Griechen und Römern. Berlin: Reimer) 1827
- «Про єгипетські піраміди загалом і про їхнє будівництво зокрема» (Von den ägyptischen Pyramiden überhaupt, und von ihrem Baue insbesondere. Berlin: GC Nauck) 1815
- «Генріх Гюбш про грецьку архітектуру» (Heinrich Hübsch über griechische Baukunst, dargestellt. Berlin) 1823
- «Про споруди Ірода Великого загалом і про його храмове будівництво в Єрусалимі зокрема»
- «Про зображення оголеної натури в давнину» (Ueber die Bildung des Nackten bei den Alten.